# Les Emprius (Coma d'Orient)
Les Emprius és un paratge del terme municipal de Conca de Dalt, a l'antic terme d'Hortoneda de la Conca, al Pallars Jussà, en territori que havia estat de l'antiga caseria dels Masos de la Coma.
Està situat al nord de la Coma d'Orient i al sud-est del Cap del Solà de la Coma d'Orient. Les Emprius és al límit nord-est del terme municipal, a migdia de Cuberes.